# Gyula (titolo)

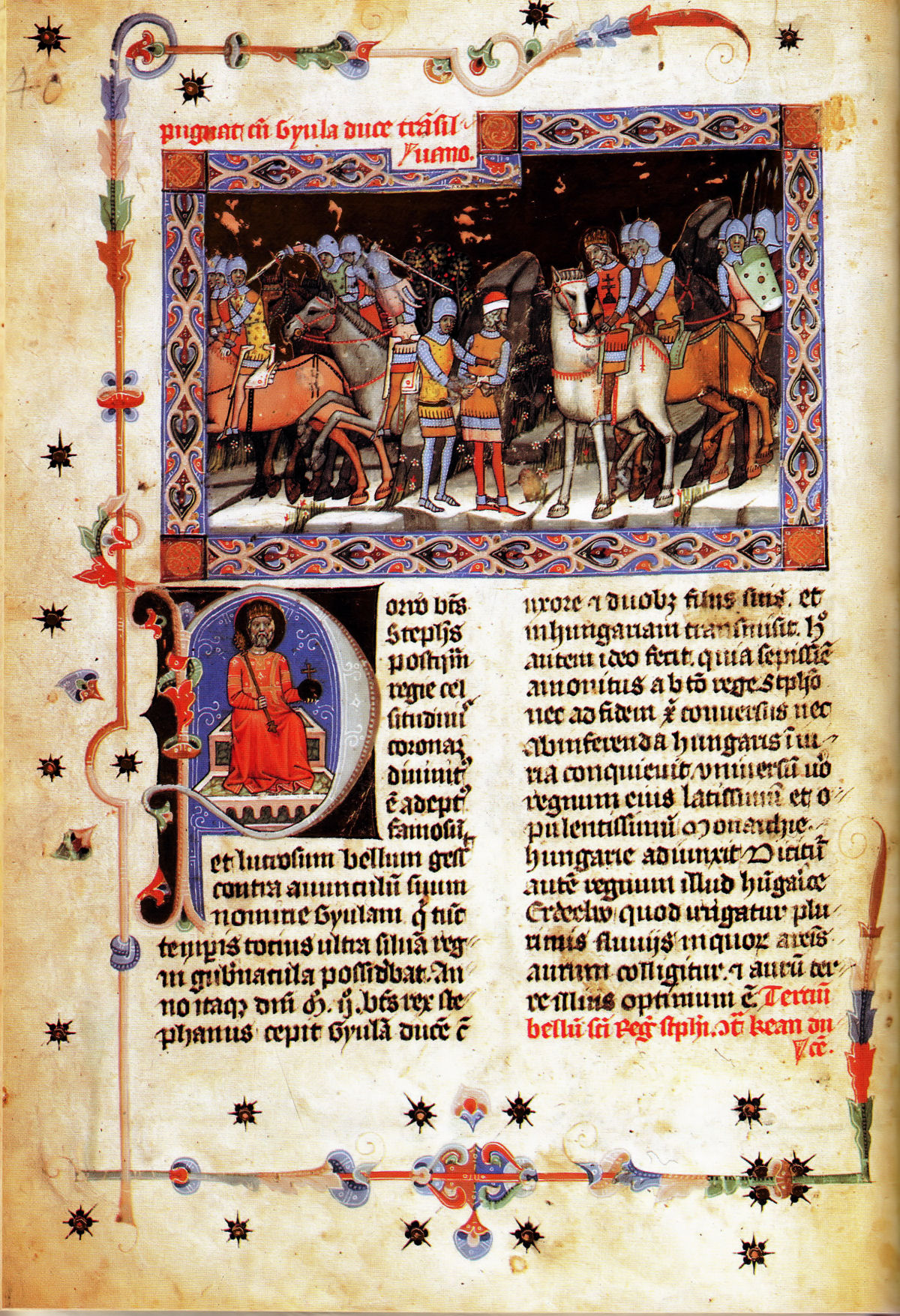
Il re magiaro Stefano I cattura Gyula. Miniatura tratta dalla Chronica Picta

Il gyula, riportato anche nelle forme Yula, Gula, Gila, era, secondo le fonti musulmane e bizantine, il titolo riservato a uno dei due re a capo della società tribale degli antichi Ungari nel IX-X secolo. Nominalmente di grado inferiore rispetto all'altro capo, il kende, era in realtà il gyula ad esercitare il potere effettivo e ad assumere le vesti, oltre che di legislatore, di comandante militare. Nelle più vecchie fonti ungheresi, il titolo è riportato soltanto come nome di persona (Gyyla, Geula, Gyla, Iula).
Secondo le cronache magiare, la Transilvania del IX-X secolo era governata da una linea di principi di nome Gyula e la loro terra fu occupata durante il mandato del re Stefano I d'Ungheria (1000/1001-1038).

## Etimologia
L'origine etimologica del titolo resta incerta, ma probabilmente si tratta di un termine di origine turca, (*yula, ovvero "luce, torcia").

## Storia

### Ilgyulanel IX secolo
I primi riferimenti relativi al titolo, compiuti da Ibn Rusta e Gardēzī, risalgono anche ai primi lavori di Abu Abdallah Jayhani. Secondo queste prime testimonianze, nell'antica società degli Ungari vi era la presenza di due «re», il kende e il gyula. Il primo, pur essendo probabilmente ritenuto la figura apicale della società, disponeva nei fatti soltanto di un potere nominale ed esercitato perlopiù in campo religioso (una sorta di re sacro), mentre il potere in ambito militare e politico restava in capo al gyula. Alcuni studiosi hanno affermato che il dualismo al potere in essere tra gli antichi magiari fosse un prestito politico nato nel periodo in cui erano vassalli dei Cazari. Nella sostanza, l'unica informazione utile fornita dalle fonti musulmane riguarda il fatto che il gyula era incaricato delle questioni militari.
(Ibn Rusta)
(Gardēzī)

### Igyulanel X-XI secolo
Dopo la conquista magiara del bacino dei Carpazi intorno all'896, il titolo dei gyula fa la sua comparsa De administrando imperio scritto dall'imperatore bizantino Costantino VII Porfirogenito. L'imperatore conferma che intorno al 950 il gyla era uno dei due importanti ufficiali che assistevano il capo della federazione tribale ungherese, il gran principe; inoltre, ogni tribù aveva un suo capotribù.
(Costantino VII Porfirogenito, De administrando imperio)
Servendosi di fonti scritte di epoca precedente, il bizantino Giovanni Scilitze nella seconda metà dell'XI secolo racconta del battesimo del capotribù Gyula (o gyula) a Costantinopoli nella metà del X secolo, segno di come gli Ungari stessero iniziando a tessere dei rapporti diplomatici in Europa centrale. Secondo Giovanni Scilitze, Gyula rimase fedele alla sua nuova fede e portò con sé un vescovo missionario, Ieroteo. Anche alcune fonti slave contengono informazioni relative al mondo degli Ungari, sia pur in maniera frammentaria.
I quasi contemporanei Annales Hildesheimenses ("Gli Annali di Hildesheim") afferma che, nel 1003, «il re Stefano d'Ungheria guidò un esercito contro suo zio materno, il re Gyula» e «con la forza obbligò la sua terra ad adottare la fede cristiana».

### Persone di nome Gyula nelle cronache ungheresi

#### Gesta Hungarorum
L'anonimo autore delle Gesta Hungarorum fu il primo cronista ungherese a compilare l'elenco dei sette capitribù magiari che parteciparono alla conquista della pianura pannonica tra XII e XIII secolo. Tra di essi si menziona Tétény (Tuhutum), suo figlio Horka (Horca) e i figli di quest'ultimo, Gyula (Gyyla/Geula) e Zombor (Zubor). Secondo l'autore delle Gesta, Zombor (Zubor) era il padre del giovane Gyula (Geula/Gyla). Le Gesta narrano anche che Tétény occupò le terre della Transilvania possedute dal duca valacco Gelou; né Tétény né Gelou sono menzionati in altre fonti primarie e si dubita della loro effettiva esistenza.
(Gesta Hungarorum)

#### Gesta Hunnorum et Hungarorum
Simone di Kéza, che scrisse le sue Gesta Hunnorum et Hungarorum tra il 1280 e il 1285, menziona anch'egli di un legame tra Gyula/Iula/ e la Transilvania nel momento in cui elenca i sette capitribù magiari. Egli, al contrario dell'anonimo autore delle Gesta Hungarorum, non parla di due ma soltanto di un Gyula:
(Gesta Hunnorum et Hungarorum)

#### LaChronica Picta

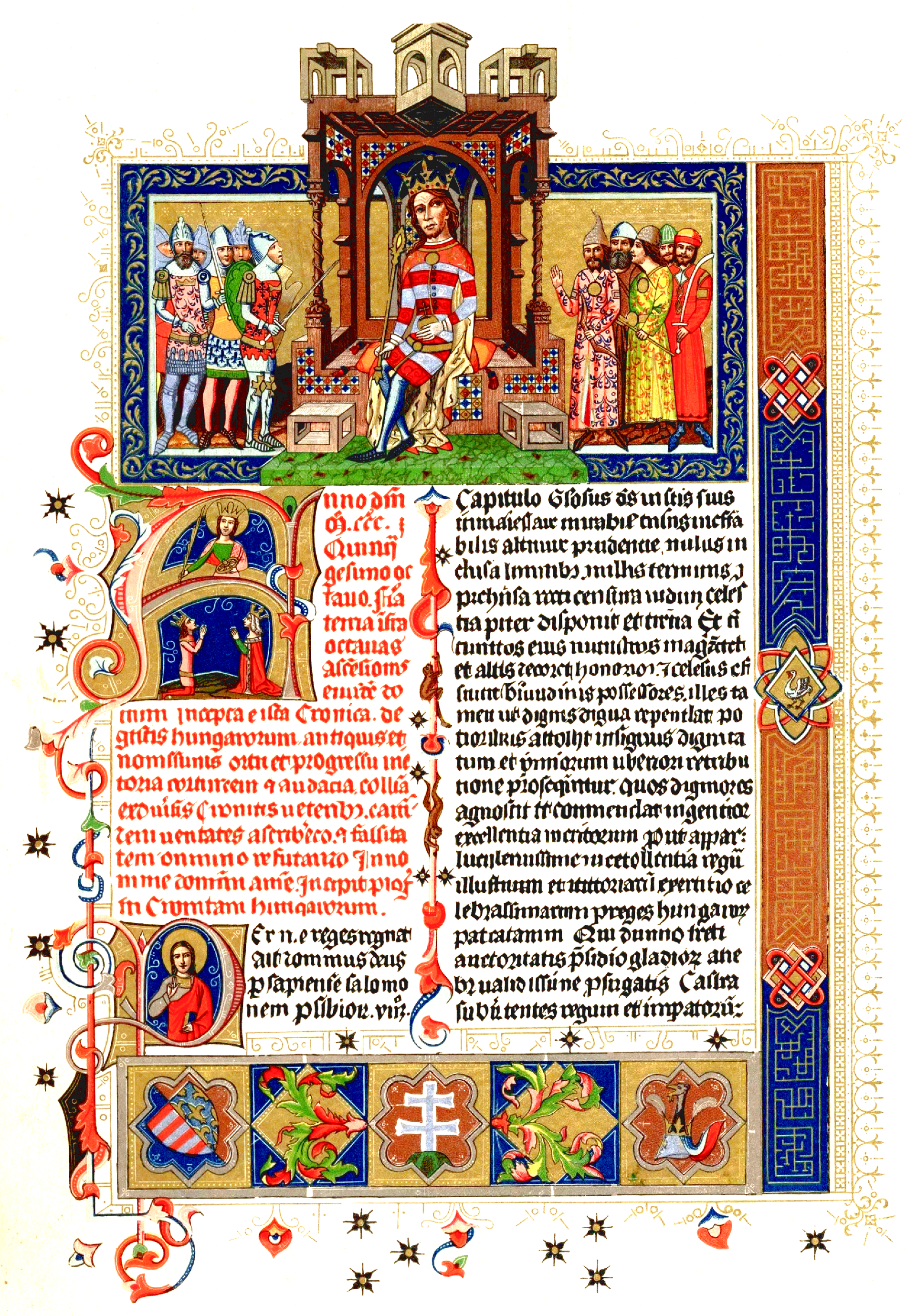
La prima pagina della Chronica Picta

Questa cronaca fa salire a tre i membri della famiglia Gyula che recano lo stesso nome. Tuttavia, l'autore non si dimostra molto sicuro nel riuscire a tenere distinte le tre figure.
La cronaca attribuisce la scoperta delle rovine di Gyulafehérvár (letteralmente dall'ungherese "Castello bianco di Gyula", in Romania) al conquistatore Gyula:
(Chronica Picta)

## Elenco deigyula
L'elenco delle persone che hanno ricoperto la carica di gyula resta ancora oggetto di dibattito storiografico. Alcuni studiosi hanno ipotizzato che, al tempo della conquista magiara del bacino dei Carpazi, Árpád, progenitore di una dinastia che sarebbe rimasta al potere in Ungheria fino al 1301, avesse dapprima ricoperto il ruolo di kende, assicurandosi in seguito le funzioni di gyula. L'unico dato certo su cui concordano tutti i cronisti ungheresi riguarda il fatto che la conquista del bacino dei Carpazi fu condotta da Árpád. Il confronto degli studiosi si divide sull'eventualità che, nella seconda metà del IX secolo, il kende si chiamasse Kurszán e che, alla morte di quest'ultimo, avvenuta nel corso di un'incursione intorno al 904, fosse subentrato Árpád abolendo la precedente carica e istituendo una monarchia guidata da un'unica figura del popolo magiaro. Gli scritti slavi relativi il battesimo di Gyula a Costantinopoli a metà del X secolo menziona che il suo nome di battesimo era Stefano. Secondo il cronista Tietmaro di Merseburgo (975-1018), il nome dello zio di re Stefano la cui terra fu occupata dal re ungherese nel 1003 era Procui.
Quello che segue è un elenco dei gyula presunti dagli storici moderni:
- Kurszan (prima dell'894-902) o Árpád (prima dell'894-902/dopo il 902)
- "Gyula I" o un membro sconosciuto della dinastia degli Arpadi (?-?); "Gyula I" potrebbe corrispondere a Kurszán
- "Gyula II" (952/953 circa); il suo nome di battesimo era Stefano
- "Gyula III"/ (980 circa-1003 circa); il suo nome potrebbe essere stato Procui

### Fonti primarie
- Anonimo notaio di re Béla, Gesta Hungarorum, traduzione di Martyn Rady e László Veszprémy, CEU Press, 2010, ISBN 978-963-9776-95-1.
- Dezső Dercsényi (a cura di), Chronica Picta, Corvina, Taplinger Publishing, 1970, ISBN 0-8008-4015-1.
- (EN) Costantino Porfirogenito, De administrando imperio, a cura di Gyula Moravcsik, traduzione di Romillyi J. H. Jenkins, Dumbarton Oaks Center for Byzantine Studies, 1967, ISBN 0-88402-021-5.
- Simone di Kéza, Gesta Hunnorum et Hungarorum, traduzione di László Veszprémy e Frank Schaer, CEU Press, 1999, ISBN 963-9116-31-9.

### Fonti secondarie
- (EN) Florin Curta, Southeastern Europe in the Middle Ages, 500-1250, Cambridge, Cambridge University Press, 2006, ISBN 978-0-511-81563-8.
- Carlo Di Cave, L'arrivo degli Ungheresi in Europa e la conquista della patria: fonti e letteratura critica, Centro italiano di studi sull'Alto medioevo, 1995, ISBN 978-88-79-88379-5.
- (EN) Pál Engel, The Realm of St Stephen: A History of Medieval Hungary, 895-1526, traduzione di Tamas Palosfalvi, Bloomsbury Publishing, 2001, ISBN 978-08-57-73173-9.
- (EN) Peter B. Golden, Haggai Ben-Shammai e András Róna-Tas, The World of the Khazars: New Perspectives, Brill, 2007, ISBN 978-90-04-16042-2.
- (EN) Daniela Marcu Istrate, Dan Ioan Muresan e Gabriel Tiberiu Rustoiu, Christianization in Early Medieval Transylvania: A Church Discovered in Alba Iulia and its Interpretations, BRILL, 2022, ISBN 978-90-04-51586-4.
- * (EN) Gyula Kristó, The Life of King Stephen the Saint, in Saint Stephen and His Country: A Newborn Kingdom in Central Europe - Hungary, Lucidus Kiadó, 2001,  pp. 15-36, ISBN 978-963-86163-9-5.
- (EN) Gyula Kristó, Early Transylvania (895-1324), Lucidus Kiadó, 2003, ISBN 963-9465-12-7.
- (EN) András Róna-Tas, Hungarians and Europe in the Early Middle Ages: An Introduction to Early Hungarian History, CEU Press, 1999, ISBN 978-963-9116-48-1.
- (EN) Ján Steinhübel, The Nitrian Principality: The Beginnings of Medieval Slovakia East Central and Eastern Europe in the Middle Ages, 450-1450, BRILL, 2020, ISBN 978-90-04-43863-7.
- (EN) Przemysław Urbańczyk, Europe Around the Year 1000, Wydawn. DiG, 2001, ISBN 978-83-71-81211-8.